# Битва за Тетуан
Битва за Тетуан (ісп. Batalla de Tetuán) — вирішальна битва між іспанськими та марокканськими військами під час іспансько-марокканської війни, що завершилась перемогою іспанців.

## Перебіг битви
4 лютого 1860 року іспанці під командуванням генерала О'Доннелла вирушили з Альхесіраса та штурмували позиції марокканців біля Тетуана. За три дні іспанці взяли місто.

## Наслідки
Після взяття Тетуана марокканський правитель почав прохати про мир. 26 квітня 1860 року було укладено Вад-Расський договір, за умовами якого припинились напади на іспанські міста Сеута й Мелілья. Та перемога поклала початок колонізації північної частини Марокко Іспанією, а 1912 року і сам Тетуан з прилеглими територіями був проголошений іспанською колонією, ставши столицею протекторату.